# Doug Blair
Doug Blair, nascido em 11 de fevereiro de 1963 como Douglas Blair Lucek, é um guitarrista  de heavy metal e membro da banda norte-americana W.A.S.P..